# Тьокур-Реньевиль
Тьоку́р-Реньеви́ль (фр. Thiaucourt-Regniéville) — коммуна во французском департаменте Мёрт и Мозель региона Лотарингия. Является центральным городом одноимённого кантона.	

## География
Тьокур-Реньевиль расположен в 30 км к юго-западу от Меца и в 38 км к северу от Нанси. Соседние коммуны: Ксамм на севере, Жольни и Рамбекур-сюр-Ма на северо-востоке, Вьевиль-ан-Э на юго-востоке, Буйонвиль на юго-западе, Бене-ан-Воэвр на северо-западе.

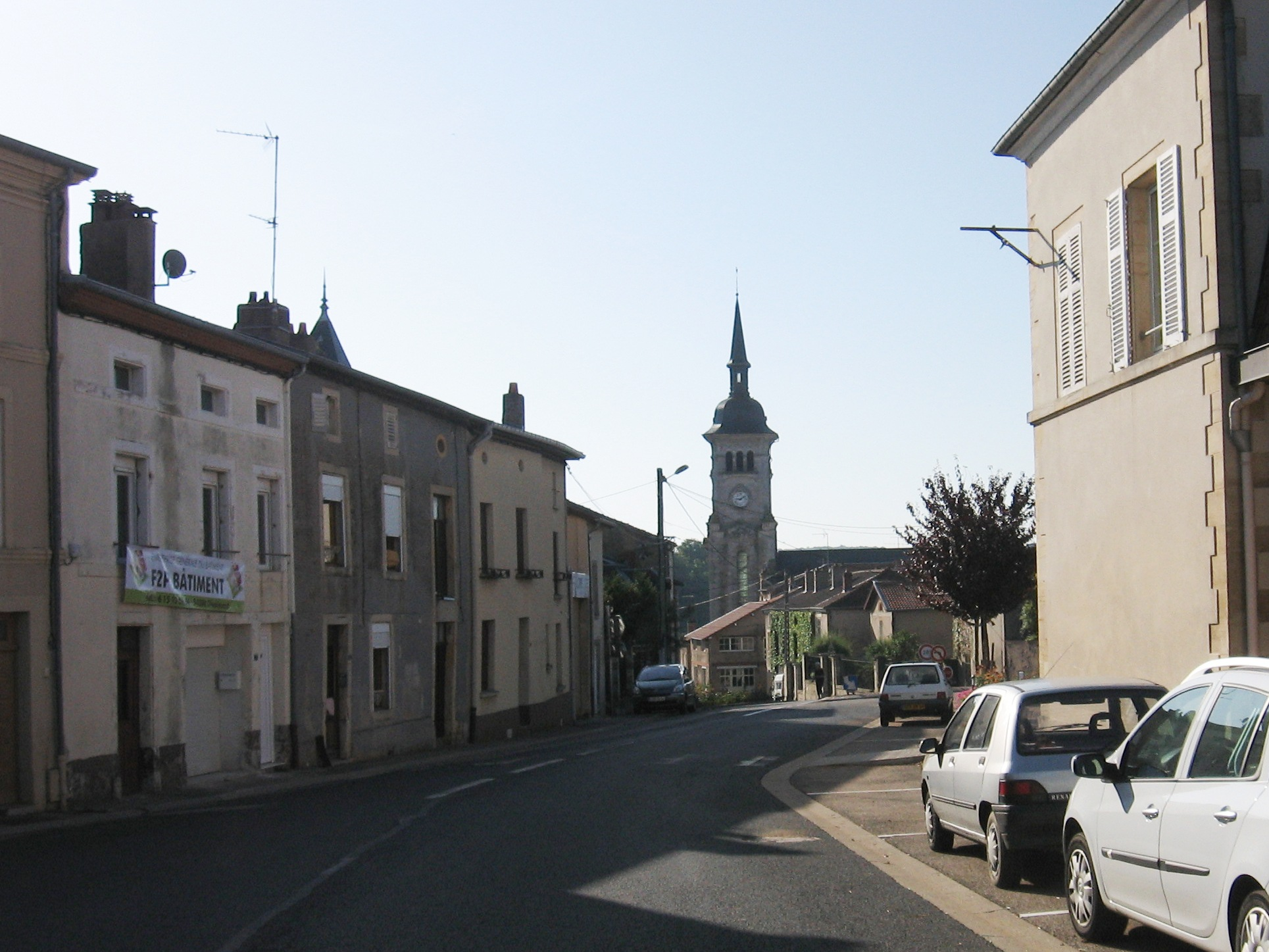
Центр Тьокур-Реньевиля и церковь.
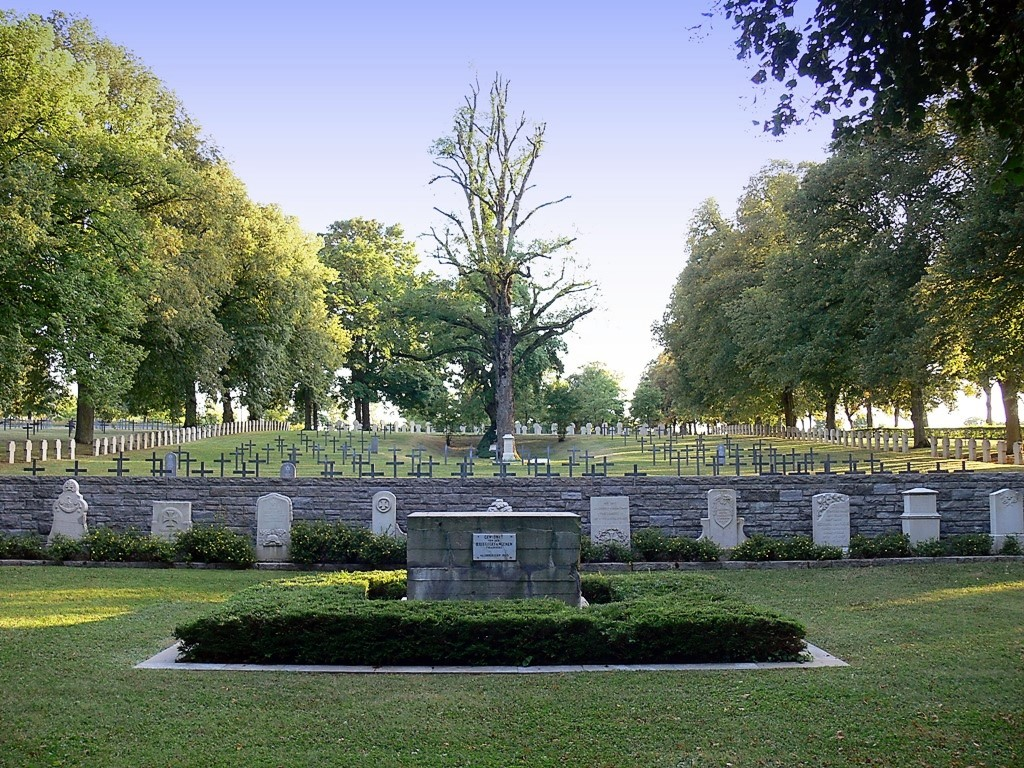
Германское военное кладбище времён Первой мировой войны.
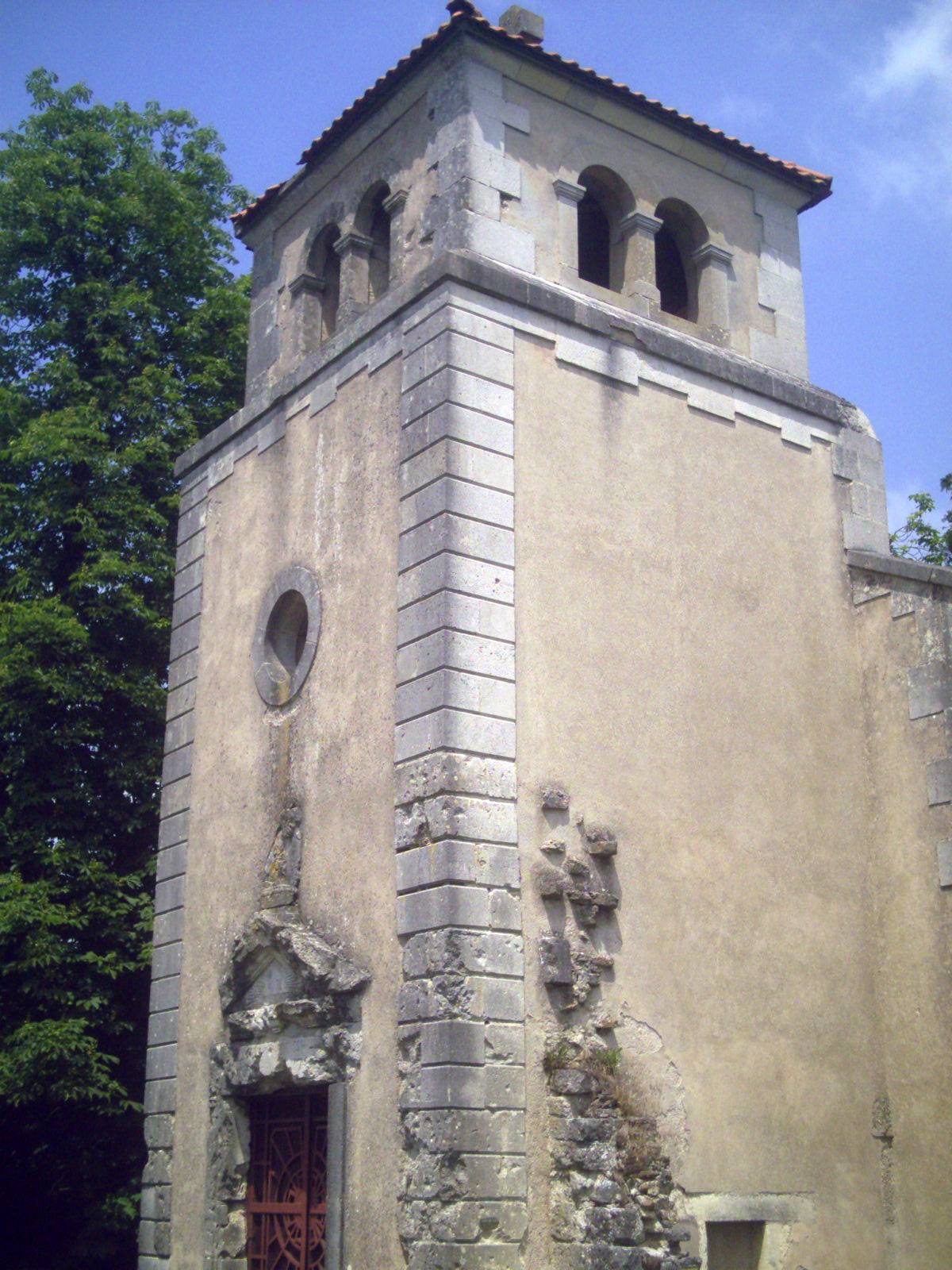
Часовня в Реньевиле.

## История
Тьокур основан в эпоху Меровингов Теобальдом и известен в те времена как Theobaldi-curtis.

## Демография
Население коммуны на 2010 год составляло 1239 человек.
| 1962 | 1968 | 1975 | 1982 | 1990 | 1999 | 2010 |
| ---- | ---- | ---- | ---- | ---- | ---- | ---- |
| 1132 | 1093 | 1078 | 1106 | 1054 | 1040 | 1239 |

## Достопримечательности
- Американское военное кладбище времён Первой мировой войны. На открытии кладбища 8 ноября 1925 года присутствовал президент Франции Альбер Лебрен. Здесь похоронено 4153 солдат, из которых 117 могил неизвестных солдат.
- Германское военное кладбище 1870-1918 годов, 11 685 могил.
- Развалины деревни Реньевиль.
- Железнодорожный виадук Жольни.